# Monier (St. Lucia)
Monier ist eine Siedlung im Quarter (Distrikt) Gros Islet im Zentrum des Inselstaates St. Lucia in der Karibik.

## Geographie
Der Ort liegt am zentralen Bergkamm an der  Grenze des Quarters zu Dauphin. Im Umkreis schließen sich folgende Verwaltungseinheiten an: Grande Riviere/Piat, Monchy/Ti Dauphin (N), Desrameaux, Plateau (O), Paix Bouche, Balata (S), Grande Riviere/Degazon (SW) und Grand Riviere (W).
Der Ort liegt am Hang des gleichnamigen Mount Monier (388 m).

## Klima
Nach dem Köppen-Geiger-System zeichnet sich Monier durch ein tropisches Klima mit der Kurzbezeichnung Af aus.